# Leif Ove Andsnes
Leif Ove Andsnes (Karmøy, 7 aprile 1970) è un pianista e musicista da camera norvegese.

## Biografia
Andsnes è nato a Karmøy e ha studiato con Jiří Hlinka al Conservatorio di musica di Bergen, facendo il suo debutto a Oslo nel 1987. Nel 1988 ha partecipato alla IV edizione dell'Eurovision Young Musicians, ottenendo la medaglia d'argento. È apparso in Gran Bretagna al Festival di Edimburgo con la Oslo Philharmonic nel 1989, e negli Stati Uniti con l'Orchestra di Cleveland diretta da Neeme Järvi nel 1990.
È famoso come promotore delle opere di Edvard Grieg. Nel 2002 ha suonato il Concerto per pianoforte di Grieg all'ultima notte dei Proms.
Nel novembre del 2009 Pictures Reframed è stata eseguita in anteprima presso l'Alice Tully Hall del Lincoln Center, in cui Andsnes ha eseguito la suite di Mussorgsky accompagnata da cinque pannelli sospesi e una video proiezione sullo sfondo di Robin Rhode.
Si è esibito alla Carnegie Hall, al Mostly Mozart Festival e all'Apple Store di New York City.
Andsnes cita Dinu Lipatti, Sviatoslav Richter, Arturo Benedetti Michelangeli e Géza Anda tra i suoi idoli.
Ha contribuito a fondare il Festival Risør di musica da camera nel 1991 e ha ricoperto la carica di direttore artistico per il festival fino al 2010. Nel giugno 2012 è stato direttore musicale dell'Ojai Music Festival 2012.

## Registrazioni
Andsnes ha realizzato diverse registrazioni per Virgin e EMI. Per il suo progetto "Beethoven Journey", Andsnes ha eseguito e registrato tutti e cinque i concerti per pianoforte del compositore con la Mahler Chamber Orchestra; sono stati pubblicati su Sony Classical. È rappresentato da IMG.

## Premi
Andsnes ha vinto numerosi premi, tra cui:
- Hindemith Premio Francoforte (1987)
- Premio della critica discografica tedesca (1997)
- Gilmore Artist Award (1998)
- Royal Philharmonic Society Award (2000)
- Gramophone Awards (sei volte)

È stato inserito nella Gramophone Hall of Fame nel 2013. La sua registrazione dei Concerti per pianoforte n. 2 e 4 di Ludwig van Beethoven con la Mahler Chamber Orchestra ha vinto sia il Concerto Award che il premio Recording of the Year dal BBC Music Magazine nel 2015.
Andsnes è stato nominato per il Grammy Award in otto occasioni, ma non ne ha vinto nessuno.

## Vita privata
La compagna di Andsnes è la suonatrice di corno norvegese Ragnhild Lothe. Hanno una figlia di nome Sigrid, nata nel giugno 2010 e due gemelli Ingvild ed Erlend, nati nel maggio 2013.

## Discografia
(Per la posizione di punta della hit-parade su VG-lista, la classifica degli album norvegesi, consultare la pagina  NorwegianCharts.com.)

### LP
- Chopin – Smetana – Beethoven: Sonate etc. (1987) Vest-Norsk Plateselskap 0087-14

### CD
- Nielsen: The Wind Chamber Music (1989) BIS-CD-428
- Prokofiev: Concerto per pianoforte n. 3/Sinfonia n. 7 (1990) Simax PSC 1060
- Chopin/Schumann: Sonata per violoncello, Adagio e Allegro etc. (1990) Simax PSC 1063
- Chopin – Smetana – Beethoven: Sonatas etc. (1991) Vest-Norsk Plateselskap 0091-0023
- Grieg: Concerto per pianoforte • Liszt: Concerto per pianoforte n. 2 (1991) Virgin Classics 0777 7596132 4
- Janáček: Sonata per piano 1.X.1905 • Nella nebbia etc. (1991) Virgin Classics 0777 7596392 2
- Chopin: Sonate per pianoforte (1992) Virgin Classics 0777 7590722 3
- Grieg: Sonata per pianoforte/Pezzi lirici (1993) Virgin Classics 0777 7 59300 2 3
- Brahms/Schumann: Sonate per Viola , Märchenbilder (1993) Virgin Classics 0 777 7 59309 2 4
- Janáček • Debussy • Ravel • Nielsen: Sonate per Violino (1995) Virgin Classics 7243 5 45122 2 3
- Rachmaninov: Concerto per pianoforte n. 3 (1995) Virgin Classics 7243 5 45173 2 7
- Nielsen: Pezzi per pianoforte (1996) Virgin Classics 7243 5 45129 2 6
- Schumann: Sonata per pianoforte n. 1 • Fantasia (1997) EMI Classics 7243 5 56414 2 7
- The long, long winter night (1998) EMI Classics 7243 5 56541 2
- Brahms: Concerto per pianoforte n. 1, etc. (1998) EMI Classics 7243 5 56583 2 6
- Szymanowski: Król Roger • Sinfonia n. 4 (1999) EMI Classics 7243 5 56823 2 1
- Rachmaninov: Songs (1999) EMI Classics 7243 5 56814 2 3
- Haydn: Sonate per pianoforte (1999) EMI Classics 7243 5 56756 2 0
- Britten • Shostakovich • Enescu (1999) EMI Classics 7243 5 56760 2 3
- Haydn: Concerti per pianoforte nn. 3, 4 e 11 (2000) EMI Classics 7243 5 56960 2 1
- Liszt: Piano Recital (2001) EMI Classics 7243 5 57002 2 3
- Grieg: Lyric Pieces (2002) EMI Classics 7243 5 57296 2 0
- Schubert: Sonata per pianoforte, D. 959 • 4 Lieder (2002) EMI Classics 7243 5 57266 2 9
- Schubert: Sonata per pianoforte, D. 850 • 9 Lieder (2003) EMI Classics 7243 5 57460 2 3
- Grieg • Schumann • Concerti per pianoforte (2003) EMI Classics 7243 5 57486 2 1
- Dvořák: Concerto per violino • Quintetto per pianoforte (2003) EMI Classics 7243 5 57439 2 3
- Mozart: Concerti per pianoforte nn. 9 e 18 (2004) EMI Classics 7243 5 57803 2 4
- Schubert: Viaggio d'inverno (2004) EMI Classics 7243 5 57790 2 1
- Bartók: Sonate per violino (2004) EMI Records Ltd/Virgin Classics 7243 5 45668 2 0
- Bartók: I concerti per pianoforte (2005) Deutsche Grammophon 289 477 5330
- Schubert: Sonata per pianoforte D960 • 3 Lieder (2005) EMI Classics 7243 5 57901 2 5
- Rachmaninov: Concerti per pianoforte nn. 1 e 2 (2005) EMI Classics 7243 4 74813 2 1
- Horizons (2006) EMI Classics 0946 3 41682 2 9
- Schubert: Sonata per pianoforte D958 • Lieder • Frammenti (2007) EMI Classics 0946 3 84321 2 8
- Ballata per Edvard Grieg (2007) EMI Classics 0946 3 94399 2 8 / EMI Classics 0946 3 94399 5 9 (Digital)
- Schumann • Brahms: Quintetti per pianoforte (2007) Virgin Classics 00946 395143 5 9 (Digital)
- Mozart: Concerti per pianoforte nn. 17 e 20 (2008) EMI Classics 50999 5 00281 2 2
- Schubert: Lieder (2008) EMI Classics 50999 5 16443 2 1
- Shadows Of Silence (2009) EMI Classics 5099926418223 / EMI Classics 5099926418254 (Digital)
- Mussorgsky: Quadri di un'esposizione • Schumann: Kinderszenen (2009) EMI Classics 50999 6 98360 2 2
- Rachmaninov: Concerti per pianoforte nn. 3 e 4 (2010) EMI Classics 50999 6 40516 2 8
- Schumann: Opere complete per trio di pianoforte (2011) EMI Classics 50999 0 94180 2 8
- The Beethoven Journey: Concerti per pianoforte nn. 1 e 3 (2012) Sony Classical 87254 20582
- The Beethoven Journey: Concerti per pianoforte nn. 2 e 4 (2014) Sony Classical 88837 05482
- The Beethoven Journey: Concerto per pianoforte e orchestra n. 5 • Choral Fantasy (2014) Sony Classical 88843 058862

### CD (misti)
- Movements (1993)

Andsnes/Antonsen/Mørk/Thorsen
EMI Norsk AS SKR 0001
Andsnes è rappresentato con 5 pezzi per pianoforte precedentemente pubblicati su Virgin Classics0777 7 59300 2 3 (1993)
- Andsnes, Antonsen, Mørk (1995)

EMI Classics 7243 5 55576 2 9
Andsnes è rappresentato con vari pezzi di pianoforte precedentemente pubblicati su Virgin Classics 0777 7596132 4 (1991), Virgin Classics 0777 7596392 2 (1991) and Virgin Classics 0777 7590722 3 (1992)
- Grieg: Piano Concerto in A Minor – Symphony in C Minor (1995)

Bergen Philharmonic Orchestra/Dmitri Kitajenko
Edvard Grieg Museum • Trold 08
Andsnes è rappresentato con il concerto per pianoforte di Grieg, precedentemente pubblicato su Virgin Classics 0777 7596132 4 (1991)
- Chopin per principianti (1996)

Misc. pianists
EMI Classics 7243 5 66273 0 7
Andsnes è rappresentato con la 'Mazurka In La Minore' di Chopin, op. 17 n. 4', precedentemente pubblicata su Virgin Classics 0777 7590722 3 (1992)
- Classical Sounds of Norway (1996)

Misc. artists
Bare Bra Musikk AS BBCD 2001
Andsnes è rappresentato con il primo movimento del concerto per pianoforte di Grieg, precedentemente pubblicato su Virgin Classics 0777 7596132 4 (1991)
- Delft Chamber Music Festival – Pettersson/Stravinsky/Schubert (1998)

Misc. artists
Koch Classics 3-1651-2
Andsnes è rappresentato con il "Notturno in Mi bemolle, D 897" di Schubert, inedito
- En annen sol (2000)

Vamp
MajorStudio MSCD 1147
Andsnes suona insieme alla cantante Anne Grete Preus la canzone inedita "En annen sol"
- Leif Ove Andsnes • A Portrait (2001)

Misc. artists
(2 CDs) EMI Classics 7243 5 74789 2 2
Tutti i lavori sono stati precedentemente pubblicati su EMI Classics
- Piano Nocturnes (2001)

Misc. pianists
(2 CDs) EMI Records Ltd/Virgin Classics 7243 5 61952 2 6
Andsnes è rappresentato con opere precedentemente pubblicate su Virgin Classics 0777 7596392 2 (1991) e Virgin Classics 0777 7 59300 2 3 (1993)
- Grieg: Lyric Pieces (2002)

Edvard Grieg Museum • Trold 16
Ripubblicazione di EMI Classics 7243 5 57296 2 0 (2002)
- Best of 2002 (2002)

Misc. artists
Classic fm CFMACD92
Andsnes è rappresentato con il "Wedding Day At Troldhaugen" di Grieg, op. 65 Nr. 6 ', precedentemente pubblicato su EMI Classics 7243 5 57296 2 0 (2002)
- Editor's Choice • The Top Ten Discs of July 2003 (2003)

Misc. artists
Gramophone GCD0703
Andsnes è rappresentato con il 4° movimento della "Sonata per pianoforte in Re, D850" di Schubert, precedentemente pubblicato su EMI Classics 7243 5 57509 2 1 (2003)
- Editor's Choice • The Top Ten Discs of September 2004 (2004)

Misc. artists
Gramophone GCD0904
Andsnes è rappresentato con opere precedentemente pubblicate su EMI Records Ltd / Virgin Classics 7243 5 45668 2 0 (2004) e EMI Classics 7243 5 57790 2 1 (2004)
- Venn (2005)

Misc. Norwegian artists
(2CDs) Universal Music
Andsnes è rappresentato con "Welcome with honor" di Geirr Tveitt, precedentemente pubblicato su EMI Classics 7243 5 56542 2 9 (1998)
- Editor's Choice • The Top Ten Discs of November 2005 (2005)

Misc. artists
Gramophone GCD1105
Andsnes è rappresentato con il 2° movimento del "Concerto n. 1" di Rachmaninov, precedentemente pubblicato su EMI Classics 7243 4 74813 2 1 (2005)
- Editor's Choice • The Top Ten Discs of August 2006 (2006)

Misc. artists
Gramophone GCD0806
Andsnes è rappresentato con una conversazione su Grieg, insieme a Rob Cowan, in precedenza non pubblicato

### DVD
- The Verbier Festival & Academy 10th Anniversary Piano Extravaganca (2004)

Misc. pianists
RCA Red Seal
- Leif Ove Andsnes plays Bach & Mozart (2005)

Norwegian Chamber Orchestra
EMI Classics 0946 3 10436 9 7